# Mampong
Mampong es una ciudad de la región de Ashanti de Ghana. En marzo de 2000 tenía una población censada de 31 740 habitantes.
Se encuentra ubicada en el centro-sur del país, cerca de la ciudad de Kumasi, del lago Bosumtwi y al oeste del lago Volta. 